# Kevin Nash
Kevin Scott Nash (Detroit, 9 luglio 1959) è un ex wrestler e attore statunitense sotto contratto con la WWE, dove è inserito nel programma legends.
Ha lottato nella World Wrestling Federation/Entertainment, nella World Championship Wrestling e nella Total Nonstop Action Wrestling.
In carriera vinse un totale di ventuno titoli, tra cui sei mondiali, avendo detenuto per cinque volte il WCW World Heavyweight Championship e una volta il WWF Championship, e dodici di coppia, avendo detenuto nove volte il WCW World Tag Team Championship, due volte il WWF Tag Team Championship e una volta il TNA World Tag Team Championship. Fu, inoltre, WWF Intercontinental Champion e TNA Legends Champion. Durante il periodo in WCW, terminò la striscia di imbattibilità di Goldberg dopo 173 match.
Nash fu, insieme a Shawn Michaels, Triple H, Razor Ramon e X-Pac, un membro della Kliq, un gruppo di wrestler che influenzarono le decisioni del booking team. Fu, inoltre, uno dei tre membri fondatori del New World Order, insieme ad Hulk Hogan e Scott Hall. Nel 2015 fu introdotto nella WWE Hall of Fame come Diesel e nel 2021 come membro del New World Order.

## Biografia
Kevin Nash nacque il 9 luglio 1959 a Detroit, nel Michigan; all'età di otto anni perse il padre Robert. Frequentò l'Università del Tennessee, dove si laureò in psicologia e filosofia educazionale. Ai tempi dell'università giocò nella squadra locale di basket nel ruolo di centro, tra il 1979 e il 1980, gareggiando così nel campionato maschile della NCAA. In seguito cercò di trasferirsi all'università di Bowling Green, in Ohio, per poi ripensarci e trasferirsi invece in Europa, dove giocò a basket per diverse squadre a livello agonistico. La sua carriera terminò nel 1981 in Germania, all'età di 22 anni, mentre giocava nei Gießen 46ers, a causa di un infortunio al legamento crociato anteriore.
Con una promettente carriera nel basket prematuramente stroncata, Nash si arruolò nella 202sima Compagnia di Polizia Militare a Gießen, e prestò servizio in una struttura della NATO per due anni, al termine dei quali fu promosso al rango di specialista. Dopo aver lavorato sulla catena di montaggio alla Ford, decise di cimentarsi nel mondo del wrestling. La madre è morta di cancro al seno nel dicembre 1994.

## Carriera

### World Championship Wrestling (1990-1993)
Nash debuttò nella World Championship Wrestling con il ring name Steel, entrando a far parte del tag team The Master Blasters. Inizialmente collaborò con Iron, che fu poi sostituito da Blade. I Master Blasters, invece, si sciolse in un anno. Nel maggio 1991 cambiò look, tingendosi i capelli color argento e cambiando anche il ring name in Oz, un personaggio basato sul Mago di Oz che era accompagnato dal manager The Wizard. Lottò come Oz per tutto il resto del 1991.
Nel gennaio 1992, cambiò ancora gimmick e divenne Vinnie Vegas, uno spiritoso pseudo-mafioso tratto dai personaggio di Steve Martin nel film del 1990 Il testimone più pazzo del mondo. Vegas venne subito reclutato nella A-Half Ton di Santo Hell, una stable creata da Harley Race, che comprendeva Big Van Vader e Mr. Hughes. Il gruppo si separò nel febbraio 1992 e Nash entrò a far parte della stable The Diamond Mine, guidata da Diamond Dallas Page, che comprendeva anche The Diamond Studd e Scotty Flamingo. Dopo che Studd e Flamingo lasciarono la stable, Page e Nash cominciarono a formare un tag team noto come The Vegas Connection. Il tag team si divise alla fine del 1992 e Nash lasciò la federazione nei primi mesi del 1993, firmando un contratto con la World Wrestling Federation.

### World Wrestling Federation (1993-1996)

#### Bodyguard di Shawn Michaels e regni titolati (1993-1994)

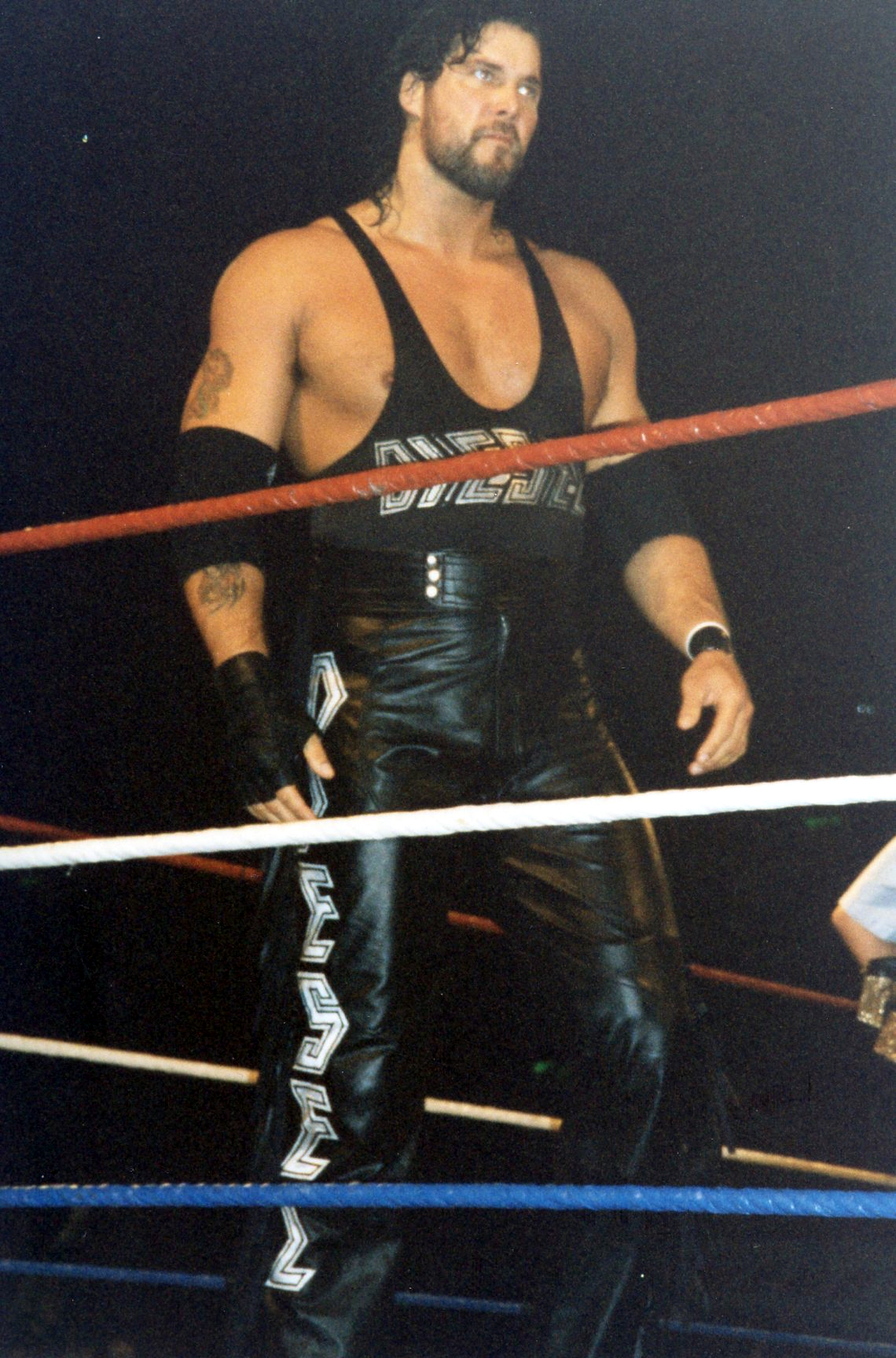
Kevin Nash con la gimmick di Diesel

Nel 1993, Nash lasciò la WCW per firmare un contratto con la WWF su richiesta di Shawn Michaels. Nash fece il suo debutto in un house show il 6 giugno 1993, aiutando Michaels a sconfiggere Marty Jannetty per l'Intercontinental Championship. A Nash fu assegnata la gimmick di Diesel, guardia del corpo di Michaels. Nel gennaio 1994, Diesel apparve alla Royal Rumble, eliminando sette wrestler in meno di 18 minuti. A WrestleMania X accompagnò Michaels nel match per l'Intercontinental Championship contro Razor Ramon (che mantenne il titolo), ma alla prima intromissione a favore dell'amico fu obbligato dall'arbitro a rientrare nel backstage. Diesel vinse l'Intercontinental Championship sconfiggendo proprio Ramon grazie all'interferenza di Michaels nella puntata del 13 aprile 1994 di Superstars. Il 28 agosto, Diesel e Michaels sconfissero gli Headshrinkers e vinsero il WWF Tag Team Championship. La sera successiva, Ramon sconfisse Diesel a SummerSlam e riconquistò l'Intercontinental Championship. L'alleanza tra Diesel e Michaels finì dopo le Survivor Series e Diesel divenne un beniamino del pubblico.

#### WWF Champion (1994-1996)

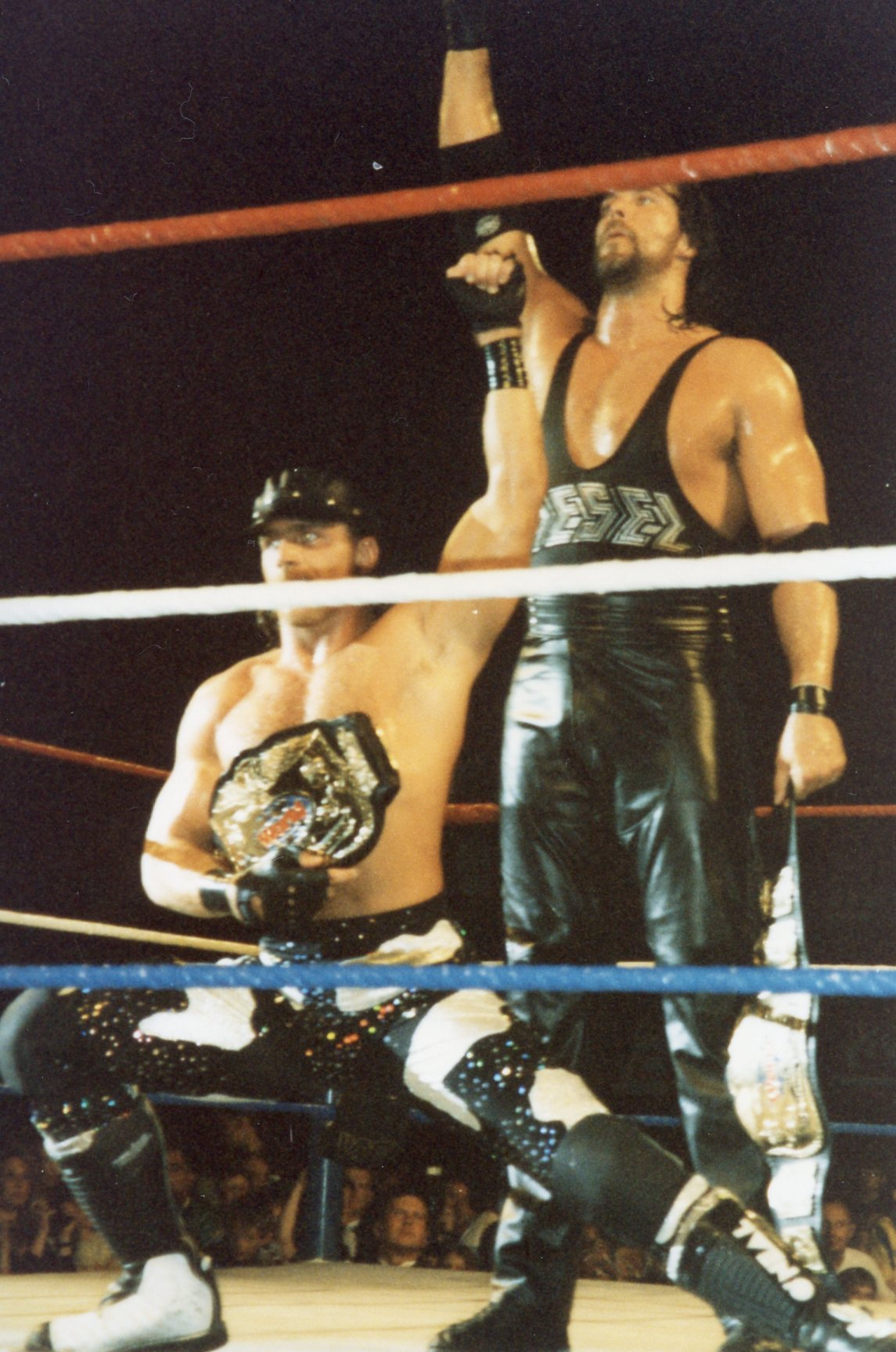
Nash con Michaels

Il 26 novembre, Diesel sconfisse Bob Backlund per il WWF Championship al Madison Square Garden in uno squash match durato otto secondi. Michaels era irritato dal fatto che Diesel, la sua ex guardia del corpo, potesse aver vinto il WWF Championship. Così, pieno di motivazioni, vinse la Royal Rumble, guadagnandosi una title shot a WrestleMania XI. Qui, il 2 aprile, Nash, accompagnato a bordo ring dall'attrice Pamela Anderson (che avrebbe dovuto accompagnare Michaels), sconfisse HBK e mantenne il titolo. La notte successiva a Monday Night Raw, Shawn Michaels venne tradito dalla sua nuova guardia del corpo, Sycho Sid. Questo evento portò al ricongiungimento del tag team Two Dudes with Attitudes. Diesel difese con successo il titolo WWF contro Sycho Sid all'inaugurale pay-per-view In Your House e ad In Your House: The Lumberjacks. A SummerSlam, Diesel mantenne il titolo WWF sconfiggendo Mabel, che aveva vinto nel 1995 il King of the Ring. Il 24 settembre, a In Your House 3: Triple Header, Diesel e Michaels sfidarono i Tag Team Champions Owen Hart e Yokozuna. Il match fu vinto da Diesel e Michaels. Quando Hart non si presentò all'evento, venne sostituito da Davey Boy Smith. Nel corso del match, Hart arrivò a bordo ring e venne schienato per la vittoria del titolo da Diesel, il quale diventò insieme a Michaels il titolare di tutti i tre titoli più importanti della WWF. Il regno non durò tuttavia a lungo: infatti, durante la puntata di Raw successiva al PPV, i titoli vennero restituiti ad Hart e a Yokozuna per via del fatto che quando Hart venne schienato non facesse parte attivamente del match. Il regno di Diesel come WWF Champion durò fino al 19 novembre, quando fu sconfitto da Bret Hart alle Survivor Series. In seguito alla perdita del titolo massimo, Diesel iniziò una rivalità contro The Undertaker, fatto che gli costò il match contro il campione WWF Bret Hart alla Royal Rumble. Diesel fu l'ultimo lottatore eliminato alla Royal Rumble da Shawn Michaels, e questo fatto costrinse ad una nuova rottura fra i due. A In Your House 4: Rage In A Cage, Diesel perse lo Steel Cage match contro il WWF Champion Bret Hart, grazie anche all'intervento di Undertaker.
Poco prima di WrestleMania XII, sia Diesel che Razor Ramon accettarono di tornare alla WCW come parte di un'unità capeggiata da Eric Bischoff per attrarre i dipendenti della WWF alla WCW con l'offerta di contratti lucrativi. Diesel perse con The Undertaker a Wrestlemania XII, il 31 marzo, per poi continuare una nuova faida con Shawn Michaels. Nella sua ultima apparizione televisiva WWF, Diesel lottò contro Michaels per il suo WWF Championship (che aveva vinto contro Hart a Wrestlemania XII) a In Your House: Good Friends, Better Enemies, il 28 aprile. Lottò contro Michaels per il titolo ancora una volta in uno Steel Cage Match in un house show il 19 maggio, ma fu nuovamente sconfitto. Dopo il match Diesel, Michaels, Razor Ramon e Hunter Hearst Helmsley, un gruppo di amici fuori dalle scene conosciuti collettivamente come "The Kliq", si abbracciarono l'un l'altro nel ring e si salutarono (per via del fatto che Nash e Scott Hall/Razor Ramon avevano accettato un nuovo contratto con la WCW). Questo fatto, in seguito denominato Curtain Call o MSG Incident, fu una grave violazione della kayfabe, ossia il carattere contrattuale che stabiliva i vari ruoli dei wrestler (ovvero il fatto che gli heel dovevano lottare contro i face e non esserne alleati). Poco dopo, Diesel e Ramon lasciarono la WWF per tornare alla WCW.

### Ritorno in WCW (1996-2001)

#### New World Order (1996-1999)
Nash e Scott Hall debuttarono in WCW due settimane dopo il loro addio alla WWF. Il duo era conosciuto come The Outsiders, e la trama originariamente prevedeva il fatto che i due dovevano essere visti come "invasori" dalla WWF (che la WWF aveva dovuto inviare al fine di ridimensionare la WCW). A Bash at the Beach, Hall e Nash lottarono contro la squadra di Lex Luger, Sting e Randy Savage, promettendo di aggiungere un altro uomo al loro entourage. Fu così che con Hulk Hogan formarono il New World Order (nWo). Verso la fine del 1996 e nel 1997, Nash lottò in coppia con Hall ancora sotto il nome di Outsiders e mantennero il WCW Tag Team Championship.
Nash iniziò a mostrare le sue qualità di leadership nel nWo, e divenne una sorta di secondo in comando accanto ad Hogan. Nash, Hall e Sean Waltman si distinsero dal resto del nWo, facendosi chiamare "Wolfpac" nel 1997. Dopo un po' di tempo, tuttavia, nel nWo cominciarono a esserci delle faide interne, con Hogan e Nash in lotta l'uno contro l'altro per il controllo della stable. La situazione precipitò il 20 aprile 1998, durante un match tra Hogan e il nuovo membro della stable Randy Savage (che di recente vinse il WCW World Heavyweight Championship). Durante il match, Nash interferì a favore di Savage mettendo Hogan al tappeto, dando inizio alla rottura definitiva del nWo, che si divise in due fazioni: Nash divenne il leader del nWo Wolfpac, accanto a Savage, Curt Hennig e Konnan.
Hennig, però, di lì a poco disertò in favore della fazione "nWo Hollywood" di Hulk Hogan. Durante un match in coppia con Hall contro Sting e The Giant (che era da poco rientrato nel nWo dopo essere stato cacciato due anni prima), Hall colpì Nash con la sua cintura del titolo tag team. Sting sarebbe poi diventato un nuovo membro, dopo essere stato reclutato da entrambe le parti verso la metà del 1998. Dopo che Sting vinse da The Giant una delle due cinture dei titoli tag team a Great American Bash a giugno, Nash diventò partner di Sting. I due difesero il titolo fino al 20 luglio, sino a quando furono sconfitti da Hall e The Giant. Nash poi iniziò un feud con Hall; la rivalità iniziò ad Halloween Havoc, il 25 ottobre. Durante il match, Nash colpì Hall con la Jackknife per due volte, ma, invece di schienarlo, lasciò il ring, perdendo il match per count-out.

#### WCW World Heavyweight Champion (1998-2001)

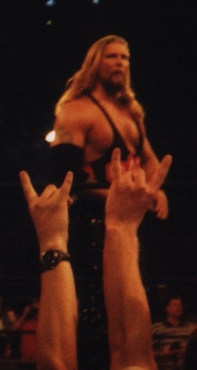
Nash nel 1998

Il mese successivo a World War 3, Nash entrò come 60º wrestler in una delle tre battle royal che davano al vincitore una title shot valida per il WCW World Heavyweight Championship a Starrcade il mese successivo. Nash sopravvisse fino alla fine, dopo aver eliminato Lex Luger, che stava eseguendo la Torture Rack su Scott Hall, guadagnando così la sua opportunità di lottare per il titolo al PPV Starrcade. A Starrcade, Nash riuscì a vincere il titolo da Goldberg. In questo modo, Nash interruppe la striscia vincente di Goldberg terminandola sul 173-1. Il 4 gennaio 1999, Nash e Goldberg dovevano riaffrontarsi in un rematch, ma questo non avvenne a causa dell'arresto di Goldberg (kayfabe) per molestie su Miss Elizabeth. Nella stessa serata ci fu il ritorno di Hulk Hogan, dopo il suo "pensionamento" due mesi prima. Hogan colpì Nash al petto, il quale cadde e si fece schienare volontariamente dall'ex leader del nWo. Questo gesto, conosciuto come The Fingerpoke of Doom, oltre a trasformare in heel Nash ancora una volta, segnò la riunione delle due fazioni dell'nWo in una sola. Il ritorno della stable, però, ebbe vita breve, e terminò nella metà del 1999. Nel frattempo, dietro le quinte, Nash iniziò a scrivere alcuni degli angle per la WCW. Nella sua autobiografia del 2006, Controversy Creates Cash, l'ex presidente WCW Eric Bischoff ha criticato l'etica del lavoro di Nash.
Nel maggio 1999, Nash rivinse il WCW World Heavyweight Championship per la seconda volta sconfiggendo Diamond Dallas Page a Slamboree. Comparve durante una puntata del Tonight Show dove sfidò per 250.000 dollari Bret Hart il 24 maggio, ma, a causa della morte del fratello Owen, il match e la successiva faida vennero annullati. Così iniziò una faida con il rientrante "Macho Man" Randy Savage, tornando heel e ricongiungendosi con Sid Vicious a The Great American Bash a giugno. Questa rivalità culminò in un tag team match al PPV Bash at the Beach nel luglio del 1999, che vide Nash e Sting contro Savage e Sid. Una clausola fu aggiunta, ovvero che chi avesse effettuato il pin sarebbe diventato il WCW World Heavyweight Champion. Nash fu schienato da Savage, perdendo il titolo, ma ottenne la sua vendetta la notte successiva a Nitro, in un match per il titolo tra Savage e Hulk Hogan. La settimana seguente, tuttavia, Nash attaccò Hogan tornando heel durante un match tra Hogan e Vicious. Nash, Sid e Rick Steiner ebbero una faida con Hogan, Sting e Goldberg fino a Road Wild, dove Hogan sconfisse Nash in un match con il palio la carriera. Il 4 ottobre 1999, Nash tornò in WCW insieme a Scott Hall, dove i due crearono una nuova fazione del nWo, con Bret Hart e Jeff Jarrett come nuovi membri. Ma l'alleanza durò poco per via dell'infortunio di Hart, il leader del gruppo, e Nash trascorse la maggior parte del 2000 in feud con wrestler del calibro di Terry Funk, Mike Awesome, Scott Steiner e Booker T.
Nash rivinse il WCW World Heavyweight Championship nuovamente da Booker T il 28 agosto 2000, ma lo riperse contro lo stesso Booker T a Fall Brawl. Svolse anche il ruolo di commissioner della WCW, e come allenatore/mentore del Natural Born Thrillers. Nash si alleò con DDP, formando una tag team chiamato The Insiders. I due vinsero il WCW World Tag Team Championship a Mayhem il 26 novembre 2000. Poco dopo vennero privati del titolo da parte del commissioner Mike Sanders verso metà dicembre. Settimane dopo rivinsero il titolo di coppia a Starrcade. Nel 2001, verso la fine del suo contratto, perse un altro match con il palio la carriera contro Scott Steiner a SuperBrawl. Nash, dunque, scelse di non apparire più fino alla scadenza del suo contratto con la WCW, il 31 dicembre 2001.

### Ritorno in WWF/E (2002-2004)
Nash tornò in WWE assieme a Scott Hall e ad Hollywood Hogan a No Way Out, aiutando Chris Jericho a sconfiggere Steve Austin per diventare il primo Undisputed Champion, riformando ancora una volta il nWo. Dopo un infortunio di nove mesi, Nash tornò come face a Raw il 7 aprile 2003 apparendo durante il match tra Shawn Michaels e Triple H. Come parte della storyline, Nash dovette scegliere se rimanere alleato di Triple H o di Michaels. Shawn non si intromise nella sua decisione, invece Triple H lo colpì con un low blow. Ciò portò all'inizio di un feud tra Nash e Triple H. Nash formò un tag team con Booker T e Michaels contro Triple H, Ric Flair e Chris Jericho in un tag team match a sei uomini a Backlash, che si è concluso con la vittoria di Triple H e la sua squadra; alla fine del match HHH attaccò Nash con lo sledgehammer. In seguito, a Backlash, a Nash fu concesso un match contro Triple H per il World Heavyweight Championship, e un match tra i due team a Judgment Day con Michaels e Flair nei loro rispettivi angoli. Triple H si fece squalificare, perdendo il match ma conservando il titolo. Inoltre, dopo il match, Nash attaccò Triple H con la Jackknife Powerbomb. Il mese successivo, i due combatterono di nuovo in un Hell in a Cell match a Bad Blood con Mick Foley come arbitro speciale, ma Nash perse il match.
Nell'agosto del 2003, Nash ebbe una faida con Chris Jericho, al termine del quale fu costretto a tagliarsi i capelli dopo aver perso un match Hair vs. Hair (questa trovata fece da pretesto perché in quel periodo Nash doveva interpretare il ruolo de "Il russo" nel film The Punisher, e doveva tagliarsi i capelli). Il suo ultimo match in WWE si svolse a SummerSlam in un Elimination Chamber per il World Heavyweight Championship contro Triple H, Shawn Michaels, Goldberg, Jericho e Randy Orton. Nash fu il primo ad essere eliminato, da Jericho, dopo essere stato colpito da una Sweet Chin Music di Michaels. Prima di uscire dalla gabbia, però, eseguì una Jackknife Powerbomb su Jericho e Orton. Poi si allontanò dal wrestling per sottoporsi ad un intervento chirurgico al collo. La WWE decise di non rinnovare il contratto di Nash scaduto il 3 gennaio 2004. In quella occasione Nash avvisò pubblicamente che la WWE era una federazione che non dava fiducia alla crescita dei wrestler e accusò Vince McMahon di dare salari miseri.

### Total Nonstop Action Wrestling (2004-2011)

#### Kings of Wrestling (2004-2005)
Nash ha debuttato in Total Nonstop Action Wrestling al fianco del rientrante Scott Hall il 7 novembre 2004 all'inaugurale pay-per-view mensile Victory Road, aiutando a mantenere l'NWA World Heavyweight Championship di Jeff Jarrett in un Ladder match con Jeff Hardy. Nelle settimane successive, il trio si riunì in una stable, i Kings of Wrestling, iniziando un feud con Hardy ed AJ Styles. A Turning Point il 5 dicembre, i Kings of Wrestling furono sconfitti da Hardy, AJ Styles e Randy Savage. Scott Hall lasciò la TNA all'inizio del 2005, e Nash e Jarrett si separarono dopo che Nash dichiarò il suo desiderio di vincere il NWA World Heavyweight Championship. Ricevette una title shot contro Jarrett il 13 febbraio 2005 ad Against All Odds, ma perse in seguito dell'interferenza di Outlaw. In seguito alla sconfitta, Nash unì le forze con Sean Waltman ed iniziò una faida con la neonata Planet Jarrett. A Destination X del 13 marzo, perse con The Outlaw in un First Blood match, per via dell'interferenza da parte di Jarrett, che colpì Nash con il suo titolo. La rivalità tra i Planet Jarrett e Nash con i suoi alleati culminò in un Lethal Lockdown nell'omonimo pay-per-view il 24 aprile, che vide Nash, Waltman e Diamond Dallas Page contro Jarrett, The Outlaw e "The Alpha Male" Monty Brown. Nash, tuttavia, fu rimosso dal match e sostituito da B.G. James dopo aver contratto un'infezione da stafilococco che lo lasciò fermo per gran parte del 2005. Durante il periodo di pausa, Nash dichiarò in un'intervista che la WWE voleva farlo tornare a Summerslam interferendo nel match tra Hulk Hogan e Shawn Michaels e favorire quest'ultimo, ma rifiutò per onorare a pieno il contratto con la TNA.
Ritornò in TNA il 1º ottobre 2005, durante la prima puntata di iMPACT! andata in onda su Spike TV, attaccando con la Jackknife Jeff Jarrett, e lo sfidò ad un match per il NWA World Heavyweight Championship a Bound for Glory del 23 ottobre. Nelle settimane precedenti al PPV, Nash e Jarrett ebbero diverse risse nel backstage. Il 22 ottobre, un giorno prima di Bound for Glory, Nash fu ricoverato in ospedale per via di diversi dolori al petto. A Bound for Glory si tenne una Battle Royal per determinare il number one contender per il titolo, match vinto da Rhino. Inoltre sconfisse Jarrett per il NWA World Heavyweight Championship. Nash venne successivamente dimesso dall'ospedale. Fece un parziale ritorno sul ring nel dicembre 2005, in un tour in Sudafrica.

#### Paparazzi Productions (2006-2007)
Nash fece il suo ritorno durante la puntata di iMPACT! del 27 aprile 2006, annunciando in un segmento pre-registrato che avrebbe concesso un'intervista a Alex Shelley una settimana dopo. L'intervista vide Nash dichiararsi il più grande WWF World Heavyweight Champion di tutti i tempi e descrisse l'X Division come una parte puramente "riempitiva" di iMPACT. Nash proseguì annunciando di aver intenzione di distruggere l'X Division per riaffermare la sua posizione all'interno della TNA. Iniziò il suo progetto a Sacrifice il 14 maggio attaccando con una Powerbomb Puma e, nella puntata di iMPACT! del 19 maggio, attaccando Chris Sabin che aveva da poco sconfitto Petey Williams per la vittoria della TNA World X Cup Tournament 2006 per il Team USA. Successivamente continuò ad attaccare i membri della X Division nelle settimane successive, portando Sabin a sfidarlo in un match a Slammiversary, che vide Sabin vincitore. In questo periodo, Nash e Shelley formarono una stable conosciuta come Paparazzi Productions, con Johnny Devine nel ruolo di cameraman, e iniziò a puntare all'X Division Title. Vinse così un match per decretare il primo sfidate contro Sabin a Hard Justice. Sabin dichiarò di aver sviluppato la sua 840º splash per sconfiggere Nash. Tuttavia, durante il fine settimana, subì un misterioso infortunio al collo, presumibilmente durante il match con Tito Ortiz. Il suo posto lo prese Alex Shelley. Nash rimase fuori servizio a causa di un infortunio, ma tornò prima di Bound for Glory e annunciò la Kevin Nash Open Invitational X Division Gauntlet Battle Royal, che venne vinta da Austin Starr. Nash lavorò con le stelle X Division in un segmento settimanale noto come Paparazzi Championship Series. Continuò queste scenette con Sonjay Dutt e Jay Lethal in un segmento chiamato Paparazzi Idol, diventando così una sorta di manager per Lethal.
Annunciò la sua intenzione di iniziare a gestire i Motor City Machine Guns (Alex Shelley e Chris Sabin), ma in realtà apparve nel ruolo del Dr. Nash, "psichiatra" e consulente di Kurt e Karen Angle. Nash fu poi impegnato in un piccolo programma con il TNA World Heavyweight Champion Kurt Angle e lo avvertì su quanto Sting potesse essere pericoloso, data la sua personale esperienza avuta contro The Icon in WCW. A Bound for Glory, Nash interferì a favore di Angle nel corso della difesa del titolo mondiale contro Sting. Nonostante ciò, Sting riuscì a conquistare il titolo di Angle grazie alla Scorpion Death Drop dopo essersi difeso da Nash e dalla moglie di Angle, Karen. Nells seguente puntata di iMPACT!, Nash ed Angle litigarono, in quanto Angle accusò Nash di avergli fatto perdere il titolo. Angle infine attaccò Big Daddy Cool, che a sua volta attaccò Angle con la Jacknife Powerbomb. La settimana successiva, Sting difese il titolo contro Angle in un rematch di Bound for Glory, mentre Nash sedeva in prima fila tra il pubblico. Durante il match, Angle spinse Sting contro Nash, Sting si girò e colpì Nash in faccia, portando Nash ad interferire in favore di Angle, anche se in precedenza dichiarò di non aver alcuna intenzione di aiutare l'Olympic Hero nel match. Dopo il match, che Angle vinse, Nash tese la mano ad Angle (in segno di pace) ma il nuovo campione rispose con un gestaccio. Nash, infuriato, chiese un match contro il nuovo campione ed il general manager Jim Cornette, invece, decretò un tag team match tra Nash e Angle contro Sting ed un partner a sua scelta, con una speciale stipulazione: chi avesse effettuato lo schienamento o la sottomissione sarebbe diventato il nuovo TNA World Heavyweight Champion. Il misterioso partner di Sting si rivelò essere Booker T.

#### Main Event Mafia e The Band (2008-2011)
A Final Resolution, Nash e Samoa Joe persero in un match valevole il TNA World Tag Team Championship contro i campioni A.J. Styles e Tomko, dove Nash tradì Joe. Eppure nella successiva puntata di iMPACT!, Joe fece irruzione nello spogliatoio di Nash in cerca di un confronto faccia a faccia. Nash perse contro Kurt Angle in un match ad iMPACT!, in una stipulazione che valeva la qualificazione al PPV No Surrender. Un mese più tardi, Nash tornò a Bound for Glory, attaccando Samoa Joe con la mazza di Sting ed aiutare quest'ultimo a vincere il TNA World Heavyweight Championship. Il 23 ottobre aderì alla nuova stable heel composta da Sting, Booker T e Kurt Angle, denominata The Main Event Mafia, e spiegò il motivo della sua scelta dichiarando di non aver mai perdonato Joe per i suoi insulti rivolti al suo migliore amico, Scott Hall, e che la loro amicizia faceva parte di un piano a lungo termine nel quale Joe doveva essere ostacolato alla corsa per il titolo mondiale. Nash sconfisse Joe a Turning Point. Nash, tuttavia, venne rimosso dalla card di Genesis a causa di una infezione da stafilococco, e fu sostituito da Cute Kip. Nash tornò durante l'edizione del 29 gennaio di iMPACT! quando la Main Event Mafia dominava lo show. Ad iMPACT! del 23 aprile iniziò una relazione on-screen con Jenna Morasca, che successivamente divenne la sua valletta. A Slammiversary si riunì con Joe, e contribuì alla vittoria del TNA World Heavyweight Championship di Angle.

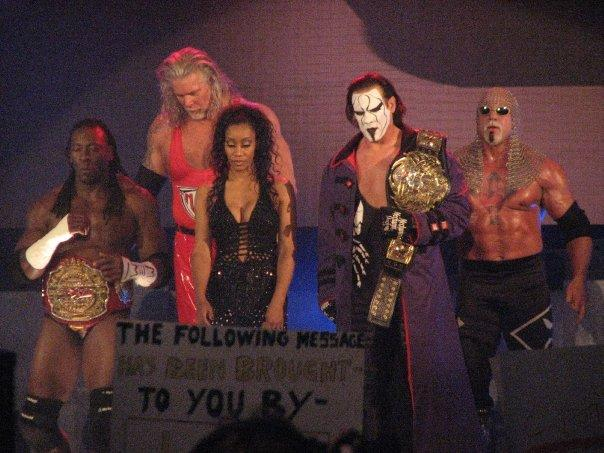
I membri della Main Event Mafia

A Victory Road, Nash sconfisse A.J. Styles vincendo il titolo di TNA Legend Championship, il suo primo titolo in TNA. Tuttavia, Nash perse il titolo solo tre giorni più tardi a favore di Mick Foley. Un mese più tardi, ad Hard Justice, Nash sconfisse Foley e ridiventò il TNA Legends Champion per la seconda volta. A Bound for Glory perse nuovamente il titolo per mano di Eric Young in un 3-way Match, che comprendeva anche Hernandez.
Nella puntata di iMPACT! successiva, quando Angle annunciò lo scioglimento della Main Event Mafia, Nash effettuò un turn face, iniziando una faida con Eric Young e la World Elite.
Tuttavia il mese successivo, a Turning Point, Nash aiutò i membri del World Elite, Doug Williams e Brutus Magnus, a conservare il TNA World Tag Team Championship, diventando così ancora una volta un heel. Nella successiva puntata di iMPACT! Nash si congratula con Young per quanto fosse stato più furbo di lui a Bound for Glory e si unì alla World Elite, svelando un possibile ritorno del nWo con l'arrivo di Hulk Hogan in TNA, per via del fatto che Mick Foley venne da lui ad informarlo chi Hogan avrebbe reclutato nel suo gruppo, facendo i nomi di Syxx-Pac, Scott Steiner, Buff Bagwell e Scott Hall. A Final Resolution Nash prese parte al match "Feast or Fired" vincendo la valigetta contenente il contratto che gli permetteva di sfidare i campioni di coppia.

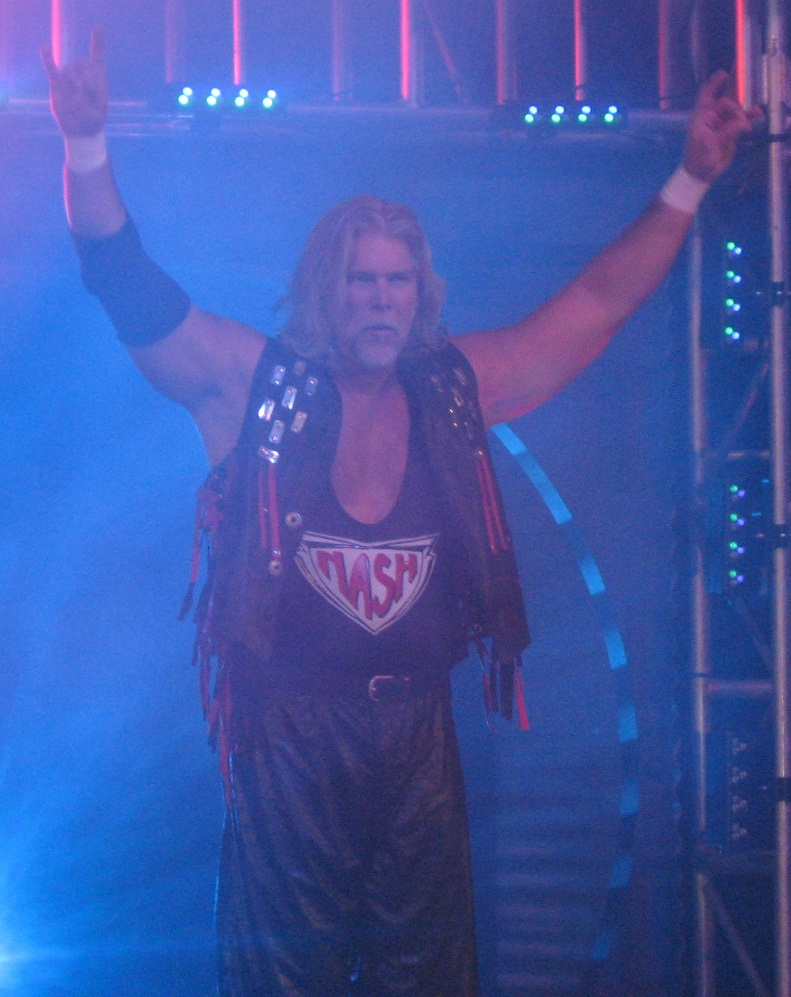
Kevin Nash in uno show della TNA

Durante la puntata speciale di iMPACT! del 4 gennaio 2010, Hogan fece il suo debutto in TNA, e nella stessa puntata ritornarono sulle scene Scott Hall e Syxx-Pac per salutarlo. Nash, Hall e Syxx-Pac si riunirono, ma Hogan decise di tenersi lontano dal gruppo, sostenendo che i tempi erano cambiati. A Genesis, nel tag team match, Nash e Syxx-Pac (che sostituì Scott Hall) vennero sconfitti dai Beer Money, Inc.. A Destination X, Nash e Young affrontarono Hall e Syxx-Pac in un tag team match, dove si consolidò la stable The Band. Alla fine Nash tornò heel e aiutò Young a vincere il match, grazie al quale ottenne un contratto con la TNA. Nella edizione del 29 marzo di iMPACT! Nash offrì un posto nella stable a Young, affermando che ciò che era accaduto a Destination X era stato solo business e nulla di personale. Young rifiutò l'offerta e nel main event della serata, collaborò con Rob Van Dam e Jeff Hardy per sconfiggere la "Band" in un six man tag team steel cage match. Nash ottenne la sua occasione per vendicarsi di Young, sconfiggendolo in uno Steel Cage match a Lockdown. Più tardi durante la serata, Nash venne sostituito da Syxx-Pac, per collaborare con Hall in un St. Louis Street Fight match, dove vennero sconfitti dal Team 3D. Durante la puntata del 3 maggio di iMPACT! Eric Young entrò a far parte del Team 3D. Il 4 maggio, durante i tapings dell'edizione del 13 maggio di iMPACT!, dopo che il TNA World Tag Team Champion Matt Morgan fu attaccato da Samoa Joe, Nash incassò il suo "Feast or Fired" contract, in coppia con Hall, vincendo il TNA World Tag Team Championship. Il 14 giugno, durante i tapings di iMPACT!, The Band fu privata dei Tag Team Championship, a causa di problemi legali riguardanti Scott Hall. Il giorno seguente venne riferito che Hall fu licenziato dalla federazione.
Nella puntata del 24 giugno di iMPACT!, Nash e Young decisero di separarsi, perché Nash era intenzionato a chiarirsi con Hogan sul fatto successo a Scott Hall e a Sean Waltman, e in questo modo non volle che Young si mettesse nei guai per questa storia. Nash riuscì a convincere Hogan a riassumere Hall e Waltman, ma non riuscì ad ottenere un incontro con Eric Bischoff. Così decise di rincominciare una faida con Jeff Jarrett, il quale sosteneva che Nash aveva tentato di ferire la TNA riportando Hall e Waltman nella federazione. Il 5 agosto, durante l'edizione di iMPACT!, Sting, che aveva un feud con Jarrett, insieme a Nash, decisero di lottare contro Jarrett, Bischoff e Hogan (che si sono impadroniti della TNA). Nell'edizione di iMPACT! del 26 agosto, Nash sconfisse Jarrett in un single match, dopo una interferenza da parte di Sting. La settimana successiva, Nash restituì il favore a The Icon, aiutandolo a sconfiggere Jarrett. Dopo il match, Samoa Joe si alleò con Jarrett, così Hogan, Nash e Sting furono costretti ad abbandonare il ring. Al PPV No Surrender, Jarrett e Joe sconfissero Nash e Sting in un tag team match; dopo il match Jarrett colpì Sting con una mazza da baseball. A Bound for Glory Nash, Sting e Dinero affrontarono Jarrett e Samoa Joe e in un handicap match e alla fine del match Joe fu abbandonato da Jarrett da solo sul ring, spianando la vittoria per il team di Nash. Al termine della manifestazione venne rivelato che Nash e Sting avevano ragione sul conto di Hogan e Bischoff, in quanto diventarono alleati (e quindi heel) di Jarrett, Abyss e Jeff Hardy, smentendo così l'apparente turn heel di Nash, Sting e Dinero.
Il 13 ottobre 2010 il contratto di Nash con la TNA è scaduto, ed annunciò il suo ritiro dal wrestling. La sua ultima apparizione in TNA fu durante la puntata di iMPACT! del 14 ottobre 2010, quando, insieme a Sting, annunciarono il loro abbandono della TNA, piuttosto che essere parte del regime di Hogan e Bischoff. Nel gennaio 2011, Nash ha firmato un nuovo contratto con la TNA, ma gli è stato garantito che sarebbe stato svincolato prima di riapparire on-screen, dopo essere stato contattato dalla WWE.

### Secondo ritorno in WWE (2011-presente)

#### Varie faide (2011-2012)

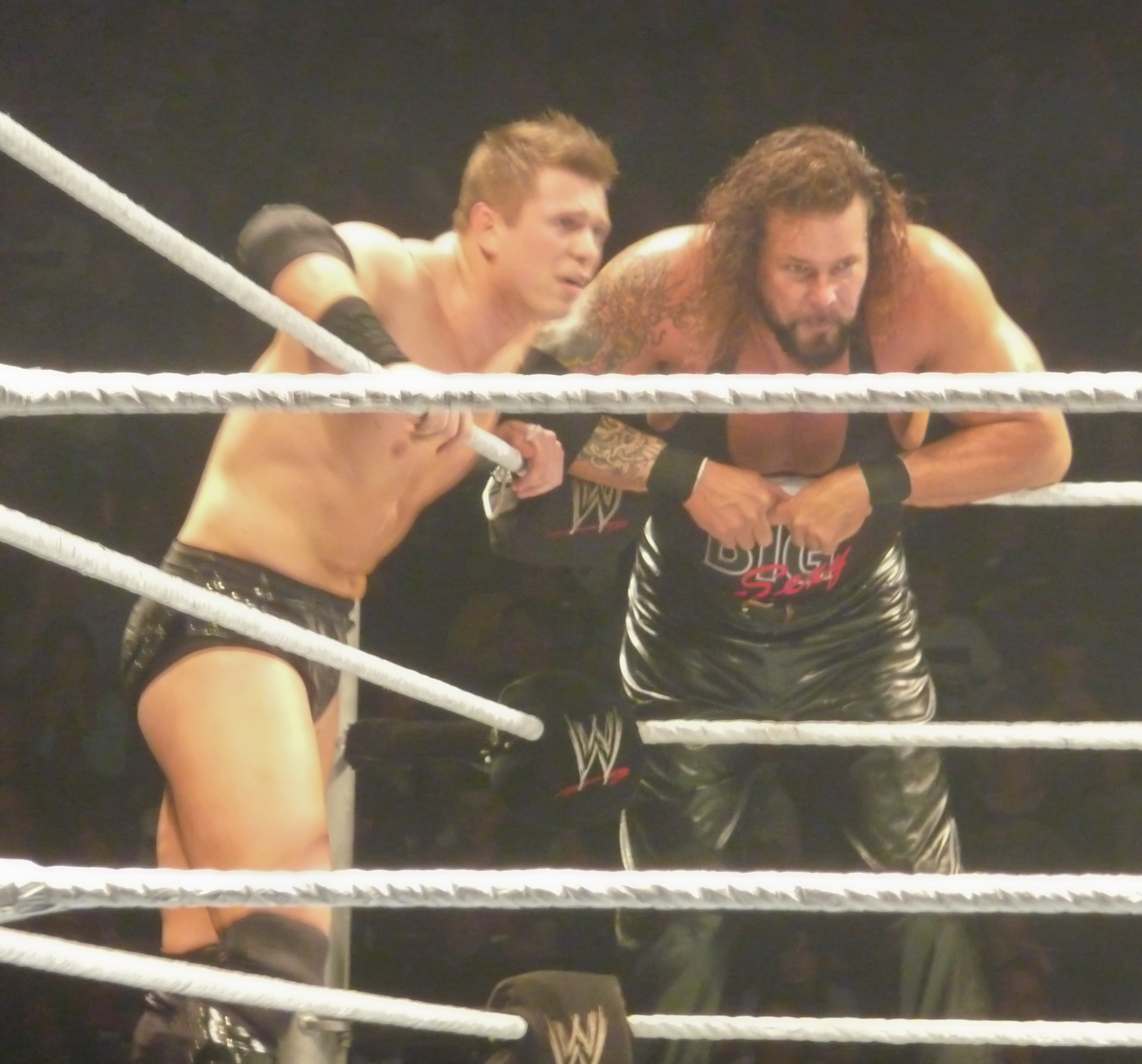
Kevin Nash in un house show in coppia con The Miz

Il 30 gennaio 2011, alla Royal Rumble, Nash è tornato in WWE rivestendo i panni di Diesel, gimmick che non interpretava più dal 1996. È entrato nel match come il 32º lottatore (su un totale di 40) suscitando un'ovazione da parte del pubblico. È stato eliminato dopo poco più di tre minuti e mezzo da Wade Barrett. La settimana successiva, vista l'accoglienza positiva degli spettatori, la WWE gli ha proposto un contratto da leggenda, che ha accettato. Nash si occuperà della gestione dei contenuti digitali della WWE, e farà sporadiche apparizioni sul ring.
Durante un'intervista concessa al Creative Loafing di Atlanta (Georgia) il 29 marzo, Nash ha dichiarato che gli interesserebbe allenare i giovani wrestler per la WWE, contribuendo così al futuro della federazione. Inoltre ha detto che per ora il creative team della federazione non gli ha programmato un match per WrestleMania XXVII, ma se sarà necessario sarà pronto a lottare in un match.
Nell'annuale serata dedicata alla Hall of Fame, Nash ha raggiunto sul palco il suo amico Shawn Michaels (appena introdotto), assieme a Triple H e X-Pac, riformando per una serata la Kliq.

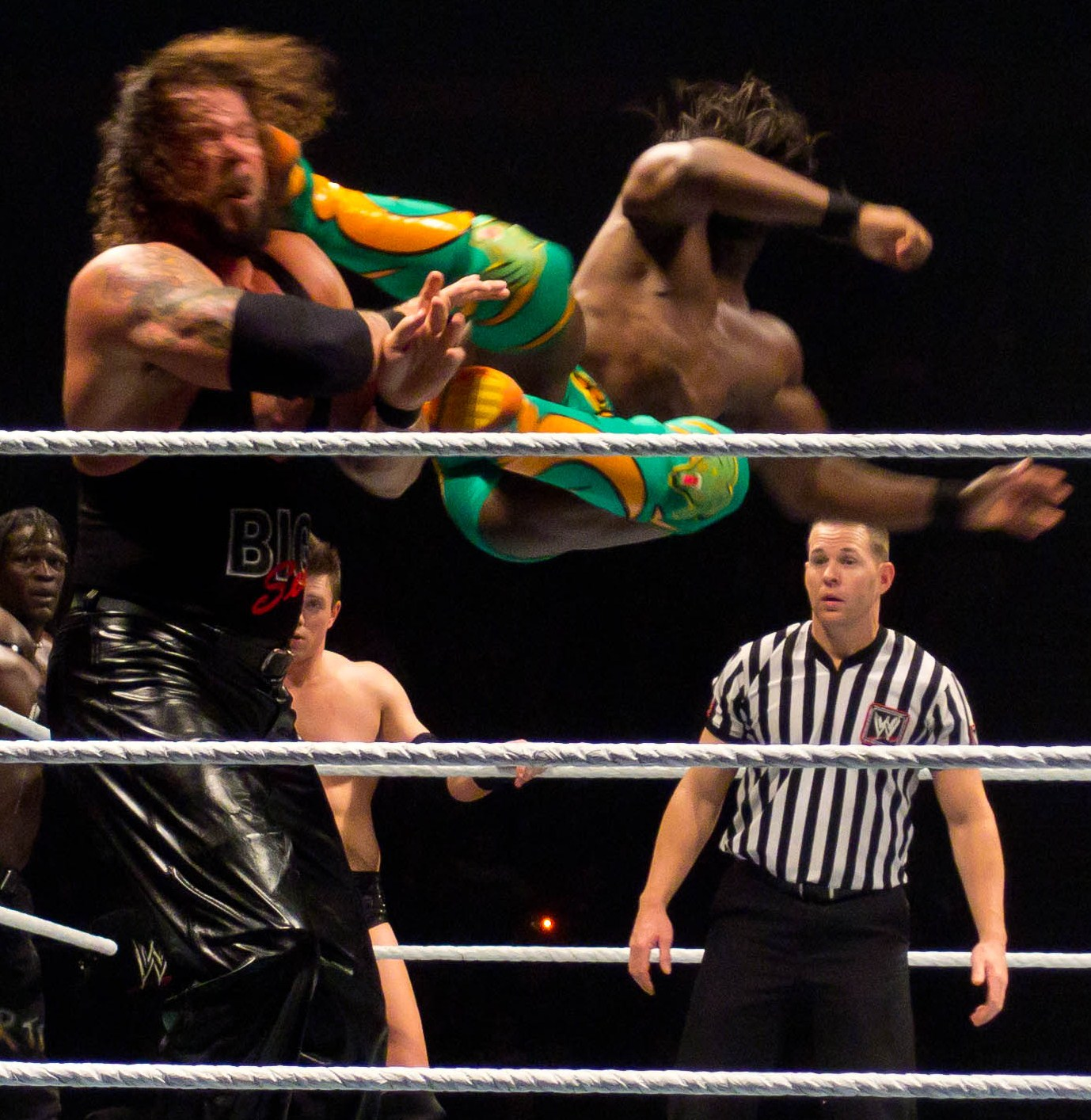
Kevin in un match contro Kofi Kingston

Quando ormai sembrava che la WWE l'avesse dimenticato, fa il suo ritorno a SummerSlam attaccando con una Jackknife Powerbomb CM Punk, che poco prima si era laureato campione WWE. Effettua così un turn heel. Subito dopo arriva Alberto Del Rio, che incassa il Money in the Bank e in pochi secondi conquista la cintura. Nella puntata successiva di Raw, affronta verbalmente CM Punk, spiegandogli il motivo (o presunto tale) del suo attacco. Alla fine del dibattito, Punk abbandona lo stage, in quanto Kevin Nash era protetto a bordo ring dalla security della WWE, impedendo così fra i due un confronto fisico. Nella puntata di Raw del 22 agosto, interferisce nel main event, che decretava il primo sfidante di Alberto Del Rio a Night of Champions in un match valido per il titolo WWE. Il match viene vinto da John Cena, che aveva affrontato CM Punk.
Nella puntata del 29 agosto di Raw, Triple H annuncia che a Night of Champions si disputerà un match fra Kevin Nash e CM Punk, ma che poi viene cancellato per il fatto che sarà lo stesso Triple H ad affrontare Punk. Il match è stato cancellato per dei leggeri problemi fisici di Big Daddy Cool. Nella puntata di Raw del 5 settembre, Triple H comunica a Nash di essere stato licenziato (kayfabe) per le bugie raccontate e i comportamenti scorretti. A Night of Champions, interferisce nel match senza squalifiche tra Triple H e CM Punk, attaccando entrambi; viene, però, colpito dal primo con lo sledgehammer. Nash è tornato a Vengeance, dove ha attaccato Triple H. Nella successiva puntata di Raw, si ripete attaccando alle spalle The Game con un martello. Poco dopo, lo attacca nuovamente, questa volta al volto, mandandolo al pronto soccorso (kayfabe).
Qualche giorno dopo, il general manager di Raw, John Laurinaitis, lo riammette in WWE, proponendogli un nuovo contratto da wrestler a tempo pieno. Il 14 novembre, durante la puntata di Raw, attacca Santino Marella con una Jacknife Powerbomb. Il 5 dicembre torna ufficialmente sul ring come lottatore battendo in un minuto lo stesso Santino. La stessa sera viene annunciato che a TLC, Nash sfiderà Triple H in un ladder match speciale: appeso al centro del ring ci sarà uno sledgehammer e il primo che riuscirà a prenderlo lo potrà usare contro l'avversario. Il match viene vinto da Triple H, che ha successivamente colpito con diverse martellate dall'ex amico che lo hanno portato a un infortunio al setto nasale, che lo farà stare fermo per parecchi mesi.

#### Apparizioni sporadiche (2012-presente)
A febbraio 2012, Nash rilascia un'intervista nella quale dice che i suoi due figli hanno bisogno di un padre e che il ritorno in pianta stabile alla WWE lo porterebbe troppo spesso lontano dalla famiglia e in accordo con la federazione, lascia il roster di Raw e viene spostato alla sezione Alumni dal sito ufficiale.
È stato presente durante la cerimonia della Hall of Fame 2012.

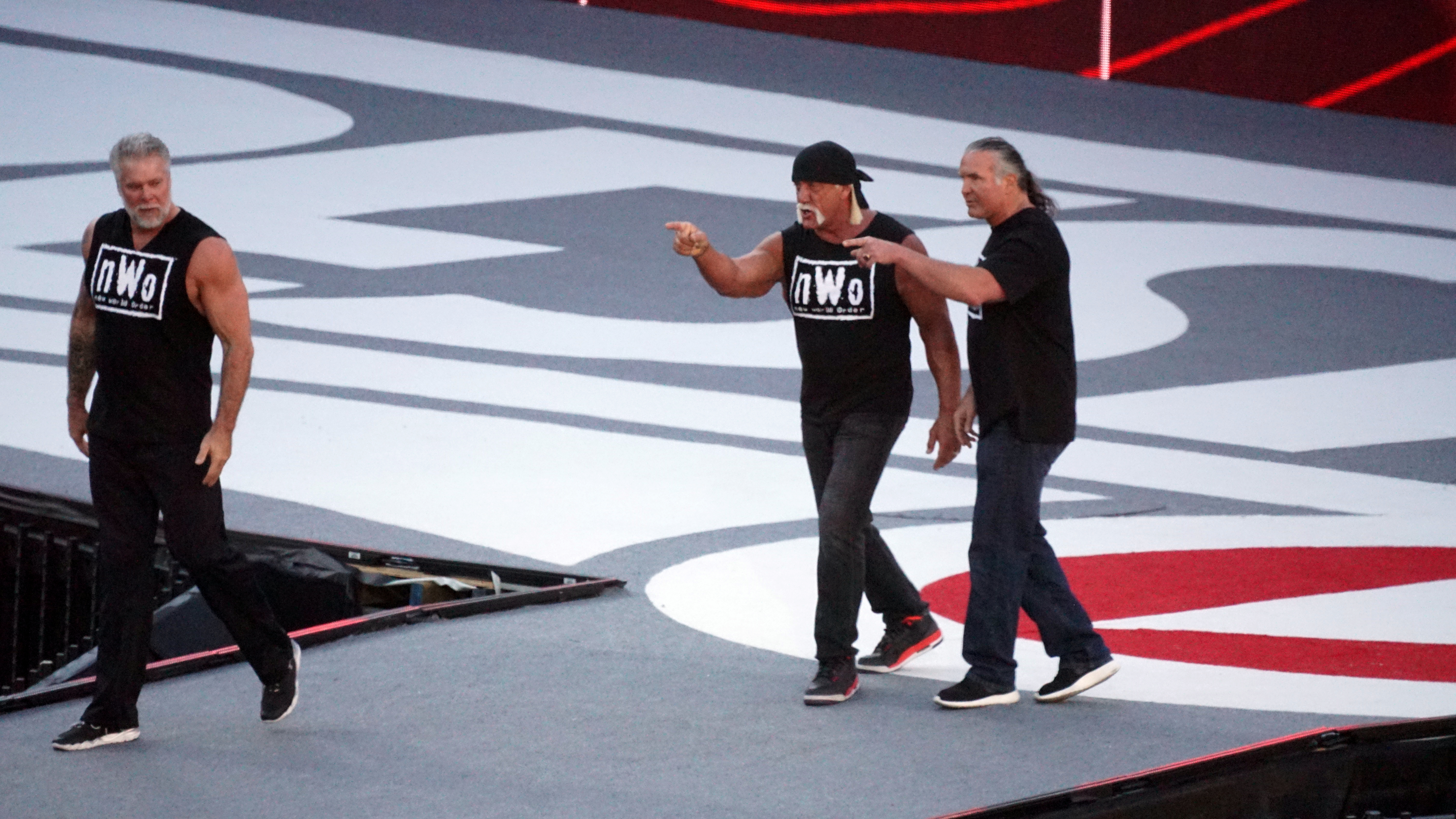
Nash, insieme a Hulk Hogan e Scott Hall a WrestleMania 31

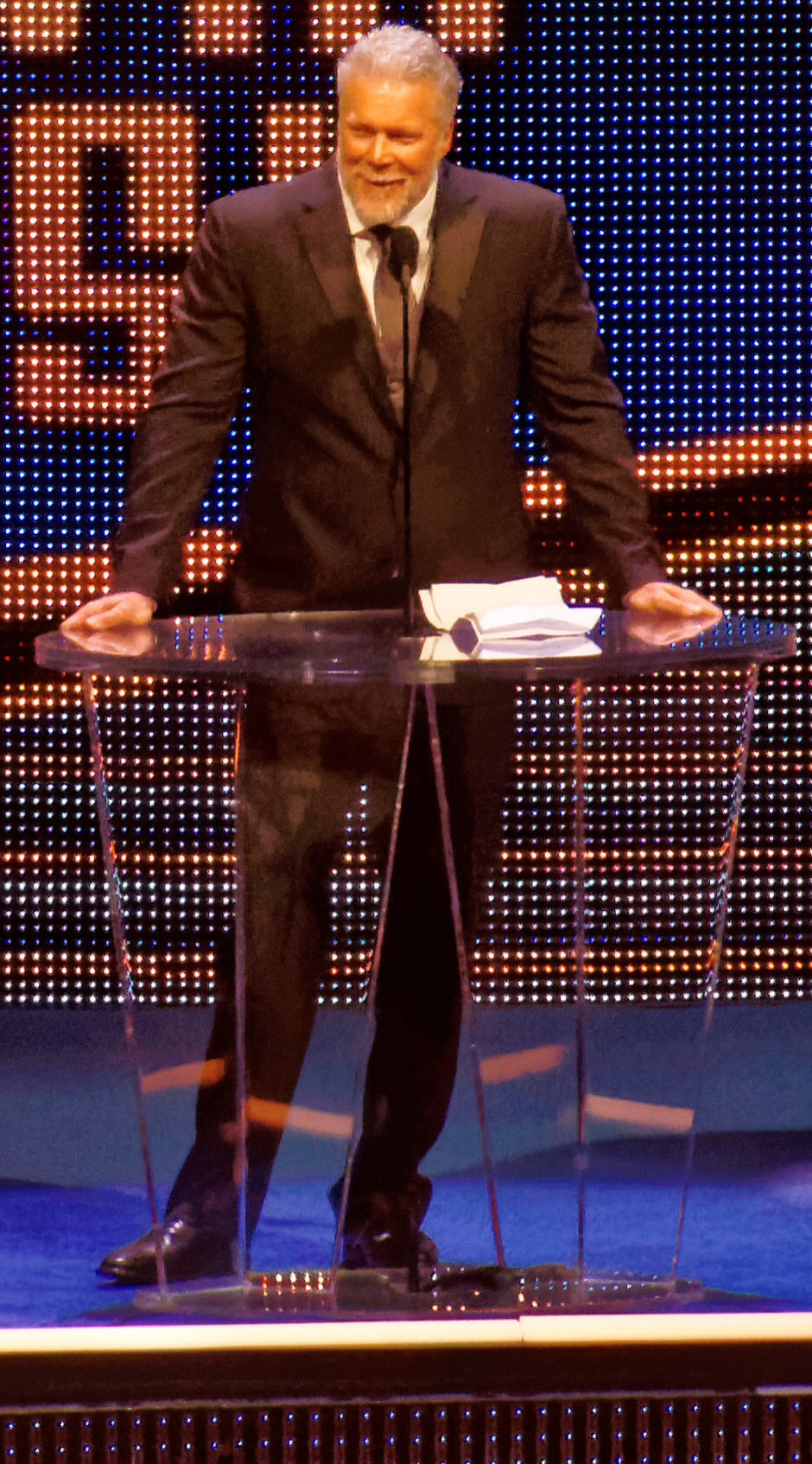
Kevin Nash, durante il suo ingresso nella WWE Hall of Fame

Durante la puntata di NXT del 10 gennaio 2013, Shawn Michaels torna sulle scene per presentare i nuovi titoli di NXT Tag Team Championship; successivamente verrà raggiunto inizialmente da Triple H e poi da Kevin Nash, presente per risolvere e dimenticare i passati problemi con The Game. Dopo che Triple H avrà perdonato Nash, i tre verranno raggiunti da X-Pac e Billy Gunn, riformando la D-Generation X e la Kliq; con questa riunione il Big Sexy effettuerà un turn face. Le leggende verranno però interrotte da Damien Sandow, che subirà una Sweet Chin Music da HBK e un Pedigree da HHH per poi essere buttato fuori dal ring. Ritorna alla Royal Rumble col numero 14, venendo eliminato da Roman Reigns. Riappare nella puntata dell'11 agosto 2014, durante il festeggiamento del compleanno di Hulk Hogan come membro del nWo per riformare la stable insieme ad Hulk Hogan e Scott Hall solo per quel giorno.
Nella puntata di Raw del 23 marzo 2015 è stato annunciato che Kevin Nash verrà introdotto nella WWE Hall of Fame e verrà introdotto da Shawn Michaels.
A WrestleMania 31 interviene come membro del nWo, insieme a Hulk Hogan e Scott Hall nel match tra Triple H e Sting, dopo che i membri della D-Generation X Billy Gunn, Road Dogg, X-Pac e Shawn Michaels erano intervenuti per aiutare The Game, non riuscendo a impedire la sconfitta del Vigilante.

### Circuito indipendente (2011-2018)

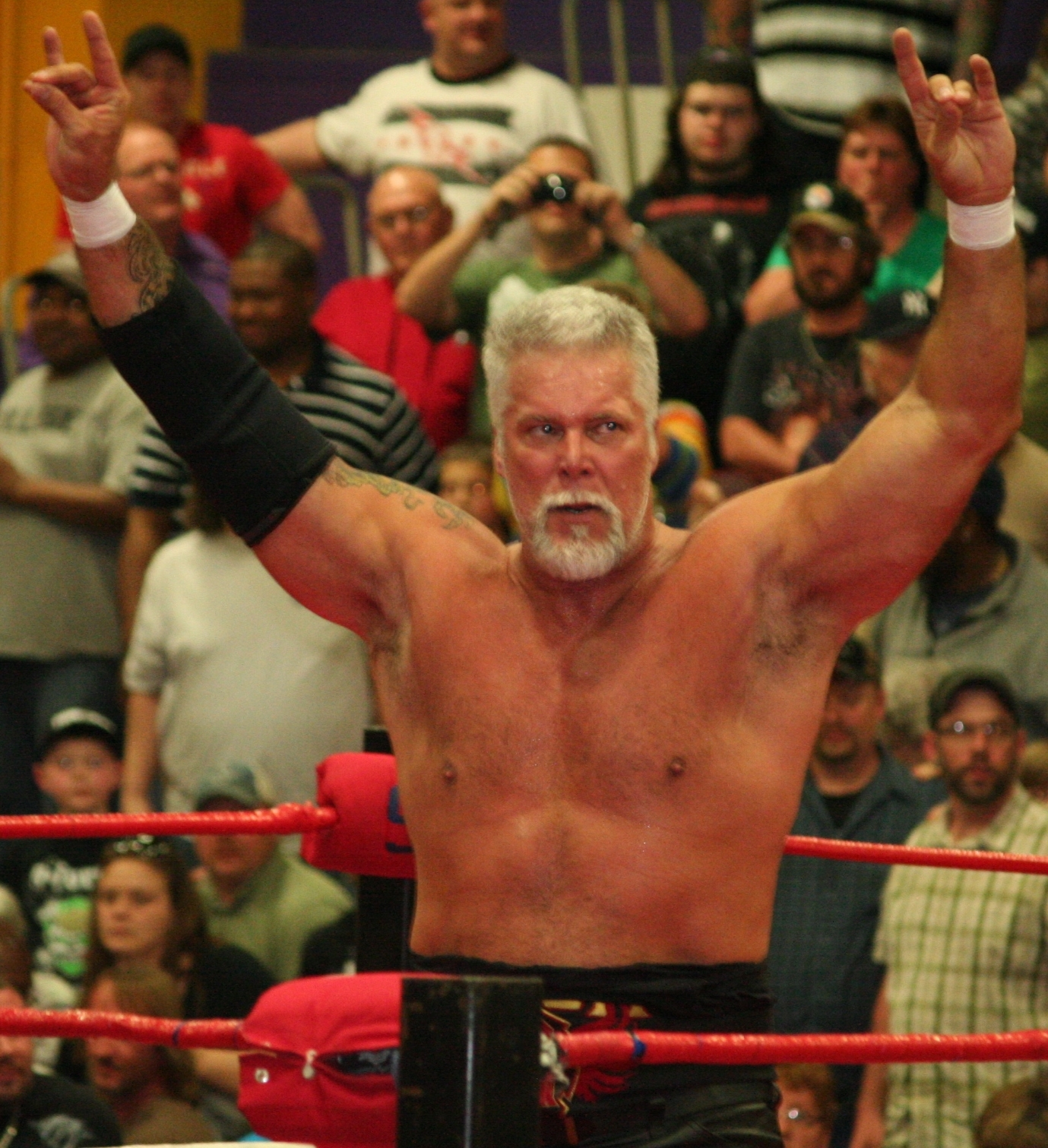
Kevin Nash durante un match

Viene reso noto che Kevin Nash viene ingaggiato per un tour a Londra con la federazione italiana, la Nu-Wrestling Evolution (NWE), nella quale combattevano ex superstar WWE come Carlito e Chris Masters. Nash, insieme a X-Pac e Scott Hall, fa la sua apparizione alla G
athering of the Juggalos 2011 (con ospite speciale al commento l'Hardore Legend Mick Foley), dove sconfigge i New Age Outlaws, Billy Gunn e Road Dogg; successivamente, il trio ricompare alla JCW Hatchet Attacks 2012 dove sconfigge gli Headbangers per pin fall. Il 23 settembre 2012, Nash effettua un'apparizione alla All Japan Pro Wrestling, facendo coppia con Keiji Muto in un tag team match e vincendo contro Seiya Sanada e Taiyō Kea. Nel corso del 2013 e del 2014 ha combattuto vari match in BCW, RCW, NGW, BTW, CTWE e NEW.

## Cinema
Nel 1991 ha interpretato il ruolo di "Super Shredder" in Tartarughe Ninja II - Il segreto di Ooze. Nel 2004 è apparso in The Punisher, nei panni del killer mercenario detto "il Russo". L'anno successivo ha avuto una parte importante nel film L'altra sporca ultima meta con protagonista Adam Sandler. Nel 2006 ha interpretato il ruolo di Bass Armstrong, padre della wrestler Tina Armstrong nel film DOA: Dead or Alive.
Nel 2011 ha interpretato la parte di Odino nel film della Asylum Almighty Thor e nel 2012 ha preso parte al film Rock of Ages interpretando la parte di un buttafuori mentre nel 2014 interpretò Francis nel film John Wick. Ha preso parte anche alla trilogia di Magic Mike nel ruolo di Tarzan.

## Personaggio

### Mosse finali
- Come Diesel / Kevin Nash
  - Jackknife Powerbomb (Sheer drop release powerbomb)
  - Right Handed Knockout Hook – 1993
- Come Vinnie Vegas
  - Snake Eyes
- Come Oz
  - Emerald City Side Slam (Sidewalk Slam)
  - Emerald City Twister (Spinning crucifix toss)

### Soprannomi
- "Big Daddy Cool"
- "The Big Man"
- "Big Sexy"
- "The Silver Fox"
- "Big Kev"
- "Busted McQuad"

### Manager
- Elizabeth
- Harley Race
- Jenna Morasca
- The Wizard

## Titoli e riconoscimenti
- Covey Promotions
  - Covey Pro World Heavyweight Championship (1)
- Pro Wrestling Illustrated
  - Match of the Year (1995) - vs. Shawn Michaels a WrestleMania XI
  - Most Improved Wrestler of the Year (1994)
  - Tag Team of the Year (1997) - con Scott Hall
  - Wrestler of the Year (1995)
  - 1º tra i 500 migliori wrestler singoli nella PWI 500 (1995)
  - 59º tra i 500 migliori wrestler singoli nella PWI Years (2003)
  - 40º tra i 100 migliori tag team nella "PWI Years" (2003) – con Scott Hall
  - 55º tra i 100 migliori tag team nella "PWI Years" (2003) – con Shawn Michaels
- Total Nonstop Action Wrestling
  - TNA Legends Championship (2)
  - TNA World Tag Team Championship (1)[8] – con Eric Young e Scott Hall
  - Feast or Fired (2009 – World Tag Team Championship contract)
- World Championship Wrestling
  - WCW World Tag Team Championship (9) – con Scott Hall (6), Diamond Dallas Page (2) e Sting (1)
  - WCW World Heavyweight Championship (5)
  - WCW World War 3 (1998)
- World Wrestling Federation/Entertainment
  - WWF Tag Team Championship (2) – con Shawn Michaels
  - WWF Intercontinental Championship (1)
  - WWF World Heavyweight Championship (1)
  - WWE Hall of Fame (classe del 2015)
  - WWE Hall of Fame (classe del 2020) – come membro dell'nWo
  - Triple Crown Champion
  - Slammy Award (1)
    - Most Predictable Outcome of the Year (edizione 2011) - per aver eseguito una powerbomb su Santino Marella
- Wrestling Observer Newslatter
  - Worst Gimmick (edizione 1991)
  - Most Improved Wrestler of the Year (edizione 1994)
  - Most Overrated (edizione 1999 e 2000)
  - Worst Wrestler (edizione 1999, 2000)
  - Readers' Least Favorite Wrestler (edizione 2000)
  - Worst Feud of the Year (edizione 2011) - vs. Triple H

## Filmografia

### Cinema
- Tartarughe Ninja II - Il segreto di Ooze (Teenage Mutant Ninja Turtles II: The Secret of the Ooze), regia di Micheal Pressman (1991)
- Aar Ya Paar, regia di Ketan Mehta (1997) - non accreditato
- Family Plan - Un'estate sottosopra (Family Plan), regia di Fred Gerber (1997)
- The Punisher, regia di Jonathan Hensleigh (2004)
- L'altra sporca ultima meta (The Longest Yard), regia di Peter Segal (2005)
- DOA: Dead or Alive, regia di Corey Yuen (2006)
- Cocco di nonna (Grandma's Boy), regia di Nicholaus Goossen (2006)
- River of Darkness, regia di Bruce Koehler (2011)
- Monster Brawl, regia di Jesse Thomas Cook (2011)
- Magic Mike, regia di Steven Soderbergh (2012)
- The Newest Pledge, regia di Jason Michael Brescia (2012)
- Rock of Ages, regia di Adam Shankman (2012)
- John Wick, regia di David Leitch e Chad Stahelski (2014)
- Rachel's Return, regia di Victor Thomas Di Tommaso (2014)
- Magic Mike XXL, regia di Gregory Jacobs (2015)
- Chick Fight, regia di Paul Leyden (2020)
- Io e Lulù (Dog), regia di Channing Tatum e Reid Carolin (2022)
- Magic Mike - The Last Dance, regia di Steven Soderbergh (2023)

### Televisione
- Super Force - serie TV, 2 episodi (1992)
- Swamp Thing - serie TV, 1 episodio (1992)
- The Weinerville Chanukah Special, regia di David Straiton - film TV (1995)
- Sabrina, vita da strega - serie TV, 1 episodio (1997)
- Love Boat: The Next Wave - serie TV, 1 episodio (1998)
- Nikki - serie TV, 2 episodi (2000-2001)
- Almighty Thor, regia di Christopher Ray - film TV (2011)

## Doppiatori italiani
Nelle versioni in italiano dei suoi film, Kevin Nash è stato doppiato da:
- Fabrizio Pucci in Magic Mike, Magic Mike XXL, Magic Mike - The Last Dance
- Alessandro Rossi in L'altra sporca ultima meta, Io e Lulù
- Roberto Draghetti in DOA: Dead or Alive
- Alessandro Messina in John Wick